# Česko Slovensko má talent (12. řada)
Dvanáctá řada Česko Slovensko má talent je opět vysílána na TV Prima a TV JOJ. Na TV Prima měla premiéru 30. srpna 2024 a 1. září na TV JOJ. V porotě zasedli Jaro Slávik, Jakub Prachař, Leoš Mareš, Diana Mórová a Marta Jandová.   Hostujícími porotci jsou Eva Burešová, Mária Čírová, které vždy nahradily již zmíněné dámy. Moderátory zůstali David Gránský a Jasmina Alagič Vrbovská. Vítězkou se stala Silvia Vršková, odnesla si 40 000 euro.

## Speciální porotci
V této řadě se opět objevují speciální porotci. Ale tentokrát se střídají pouze dámy. Vždy se objevují jiné dvě.

### Seznam nestálých porotců
| Jméno         | Povolání          | Epizoda 1 | Epizoda 2 | Epizoda 3 | Epizoda 4 | Epizoda 5 | Epizoda 6 | Epizoda 7 | Epizoda 8 | Epizoda 9 | Epizoda 10 | Epizoda 11 | Epizoda 12 | Epizoda 13 | Epizoda 14 | Velký třesk | Epizoda 15 |
| ------------- | ----------------- | --------- | --------- | --------- | --------- | --------- | --------- | --------- | --------- | --------- | ---------- | ---------- | ---------- | ---------- | ---------- | ----------- | ---------- |
| Eva Burešová  | zpěvačka, herečka |           |           |           |           |           |           |           |           |           |            |            |            |            |            |             |            |
| Diana Mórová  | herečka           |           |           |           |           |           |           |           |           |           |            |            |            |            |            |             |            |
| Mária Čírová  | zpěvačka          |           |           |           |           |           |           |           |           |           |            |            |            |            |            |             |            |
| Marta Jandová | zpěvačka          |           |           |           |           |           |           |           |           |           |            |            |            |            |            |             |            |

## Zlatý Pátrovič
Ocenění Zlatý Pátrovič, pojmenované po soutěžícím Jozefu Pátrovičovi, který v roce 2023 zemřel, uděluje Jakub Prachař a to tomu soutěžícímu, který sice dělá něco, čemu ne zcela rozumí, ale přesto je v tom fantastický a přesvědčivý. Cena nemá symbolizovat nejhorší výkon, ale odhodlání, vytrvalost, jedinečnost, naději, víru v talent a cestu za svým snem. Ocenění bylo poprvé udělované v osmé řadě.

### Seznam soutěžících oceněných zlatým Pátrovičem
| Soutěžící                  | Věk         | Žánr/Talent        | Původce       | Casting |
| -------------------------- | ----------- | ------------------ | ------------- | ------- |
| František Kosik            | 28 let      | tanec              | Jakub Prachař | 1       |
| Rostislav Sedlák           | 26 let      | bojové umění       | Jakub Prachař | 2       |
| Libor Konečný              | 18 let      | zpěv               | Jakub Prachař | 4       |
| Jozef Hrbáčik              | 76 let      | zpěv               | Jakub Prachař | 7       |
| Petr Heryán                | 19 let      | ohnivá show        | Jakub Prachař | 9       |
| Michal Květ                | 25 let      | zpěv               | Jakub Prachař | 10      |
| Ján Horváth                | 60 let      | tanec              | Jaro Slávik   | 11      |
| Pavel Žilanský a Nigtmarre | 32 let      | zpěv a ohnivá show | Jaro Slávik   | 12      |
| Hellheim                   | 16 a 22 let | ohnivá show        | Jakub Prachař | 13      |

## Zlatý buzzer
Součástí této řady je opět také zlatý bzučák, neboli zlatý buzzer. Pomocí Zlatého bzučáku mohou porotci a speciální porotci poslat soutěžícího z castingu rovnou do finále. Každý porotce může dát Zlatý bzučák pouze jednomu soutěžícímu. Moderátoři v této řadě zlatý buzzer nemají.

### Seznam soutěžících oceněných zlatým buzzerem
| Soutěžící                  | Věk         | Žánr/Talent                        | Původce       | Casting |
| -------------------------- | ----------- | ---------------------------------- | ------------- | ------- |
| Kateřina Pokorná „Svojost“ | 29 let      | přednes básně                      | Leoš Mareš    | 2       |
| Matěj Málek                | 22 let      | zpěv                               | Eva Burešová  | 3       |
| Sway pole vertigo          | 32 a 37 let | vzdušný tanec                      | Jaro Slávik   | 4       |
| Genévieve Côte             | 48 let      | operní zpěv                        | Mária Čírová  | 5       |
| Chaix brothers             | 30 a 33 let | vzdušná akrobacie s modely letadel | Jakub Prachař | 5       |
| Duo Stardust               | 25 a 27 let | akrobacie                          | Marta Jandová | 7       |
| Silvia Vršková             | 47 let      | vzdušná akrobacie                  | Diana Mórová  | 8       |

## Semifinále
Virtuální semifinále (hlasování) bylo spuštěno po odvysílání čtrnáctého castingového dílu a Velkého Třesku. Ve Velkém Třesku se rozhodlo o tom, kdo postoupil do semifinále. V semifinále potom diváci rozhodli, kdo ze semifinalistů postoupil do velkého finále. Svoje SMS diváci posílali z České republiky na číslo 906 11 13. Vítězem semifinále se nakonec stala česká taneční skupina R+P Brno.
| Pořadí | Soutěžící             | Žánr/Talent          | Původ, bydliště | Výsledek |
| ------ | --------------------- | -------------------- | --------------- | -------- |
| 1.     | Rebecca Bergmannová   | zpěv                 | Česko           | nepostup |
| 2.     | R+P Brno              | tanec                | Česko           | postup   |
| 3.     | Michal Šubrt          | zpěv                 | Česko           | nepostup |
| 4.     | Brian Lennon          | stand-up             | Česko           | nepostup |
| 5.     | Kamila Dráfiová       | rap                  | Slovensko       | nepostup |
| 6.     | Martin Koryčanský     | zpěv a hra na kytaru | Česko           | nepostup |
| 7.     | Anastasiia Anikieieva | tanec                | Ukrajina        | nepostup |
| 8.     | Jozef Talostan        | kouzlení             | Česko           | nepostup |

## Finále
Živý přenos finále se uskutečnil 7. prosince 2024 ve studiu TV JOJ v Bratislavě. O vítězi rozhodli diváci svým hlasování. Jako speciální host večera vystoupil slovenský rapper Boki, který se v roce 2018 umístil v Česko Slovensko má talent na druhém místě. Vítězkou se stala Silvia Vršková.
| Pořadí | Soutěžící                  | Žánr/Talent                        | Původ, bydliště | Výsledek   |
| ------ | -------------------------- | ---------------------------------- | --------------- | ---------- |
| 1.     | R+P Brno                   | tanec, step                        | Česko           | 4. - 7.    |
| 2.     | Silvia Vršková             | vzdušná akrobacie                  | Slovensko       | 1. místo   |
| 3.     | Genévieve Côte             | operní zpěv, zvukové efekty        | Kanada          | 3. místo   |
| 4.     | Matěj Málek                | zpěv                               | Česko           | 4. - 7.    |
| 5.     | Duo Stardust               | akrobacie                          | Ukrajina        | 4. - 7.    |
| 6.     | Sway pole vertigo          | vzdušný tanec                      | Itálie          | 4. - 7.    |
| 7.     | Kateřina Pokorná „Svojost“ | přednes básně                      | Česko           | 2. místo   |
| 8.     | Chaix brothers             | vzdušná akrobacie s modely letadel | Francie         | odstoupili |

## Díly
| #  | Díl                       | Premiéra           | Premiéra           | Sledovanost ČR | Sledovanost ČR |
| #  | Díl                       | Česko              | Slovensko          | 15+            | 15-54          |
| -- | ------------------------- | ------------------ | ------------------ | -------------- | -------------- |
| 1  | Castingy 1                | 30. srpna 2024     | 1. září 2024       | 336 000        | 143 000        |
| 2  | Castingy 2                | 6. září 2024       | 4. září 2024       | 402 000        | 204 000        |
| 3  | Castingy 3                | 13. září 2024      | 11. září 2024      | 377 000        | 187 000        |
| 4  | Castingy 4                | 20. září 2024      | 18. září 2024      | 439 000        | 190 000        |
| 5  | Castingy 5                | 27. září 2024      | 25. září 2024      | 468 000        | 222 000        |
| 6  | Castingy 6                | 4. října 2024      | 2. října 2024      | 449 000        | 216 000        |
| 7  | Castingy 7                | 11. října 2024     | 9. října 2024      | 397 000        | 183 000        |
| 8  | Castingy 8                | 18. října 2024     | 16. října 2024     | 464 000        | 214 000        |
| 9  | Castingy 9                | 25. října 2024     | 23. října 2024     | 378 000        | 172 000        |
| 10 | Castingy 10               | 1. listopadu 2024  | 30. října 2024     | 438 000        | 197 000        |
| 11 | Castingy 11               | 8. listopadu 2024  | 6. listopadu 2024  | 433 000        | 208 000        |
| 12 | Castingy 12               | 15. listopadu 2024 | 13. listopadu 2024 | 413 000        | 187 000        |
| 13 | Castingy 13               | 22. listopadu 2024 | 20. listopadu 2024 | 401 000        | 197 000        |
| 14 | Castingy 14 a Velký třesk | 29. listopadu 2024 | 30. listopadu 2024 | 267 000        | 110 000        |
| 15 | Finále                    | 7. prosince 2024   | 7. prosince 2024   | 316 000        | 147 000        |